# Popovo (Bulgarije)
Popovo (Bulgaars: Попово) is een stad in de Bulgaarse oblast Targovisjte. Het is de hoofdplaats van de gelijknamige gemeente Popovo.

## Ligging
De afstanden tot de grootste naburige steden en de hoofdstad zijn:
- Targovisjte – 36 km;
- Veliko Tarnovo – 75 km;
- Roese – 75 km;
- Razgrad – 35 km;
- Opaka – 15 km;
- Gabrovo – 115 km;
- Vratsa – 175 km;
- Sofia – 300 km.

## Bevolking
Op 31 december 2018 telde de gemeente Popovo 25.229 inwoners, waarvan 14.008 in de stad Popovo en 11.221 inwoners in 34 dorpen op het platteland. Het grootste dorp is Kardam (1384 inwoners), gevolgd door Zaraevo (864 inwoners), Svetlen (792 inwoners) en Sadina (746 inwoners). In 2018 bedraagt de urbanisatiegraad zo’n 56%, terwijl dit percentage in 1934 slechts 9% bedroeg. Sinds de val van het communisme neemt het bevolkingsaantal razend snel af, met name op het platteland. 
| Bevolkingsaantal van de stad en de gemeente Popovo | Bevolkingsaantal van de stad en de gemeente Popovo | Bevolkingsaantal van de stad en de gemeente Popovo | Bevolkingsaantal van de stad en de gemeente Popovo | Bevolkingsaantal van de stad en de gemeente Popovo | Bevolkingsaantal van de stad en de gemeente Popovo | Bevolkingsaantal van de stad en de gemeente Popovo | Bevolkingsaantal van de stad en de gemeente Popovo | Bevolkingsaantal van de stad en de gemeente Popovo | Bevolkingsaantal van de stad en de gemeente Popovo | Bevolkingsaantal van de stad en de gemeente Popovo | Bevolkingsaantal van de stad en de gemeente Popovo | Bevolkingsaantal van de stad en de gemeente Popovo | Bevolkingsaantal van de stad en de gemeente Popovo | Bevolkingsaantal van de stad en de gemeente Popovo | Bevolkingsaantal van de stad en de gemeente Popovo | Bevolkingsaantal van de stad en de gemeente Popovo | Bevolkingsaantal van de stad en de gemeente Popovo |
| Jaar                                               | 1880                                               | 1887                                               | 1892                                               | 1900                                               | 1905                                               | 1910                                               | 1926                                               | 1934                                               | 1946                                               | 1956                                               | 1965                                               | 1975                                               | 1985                                               | 1992                                               | 2001                                               | 2011                                               | 2018                                               |
| -------------------------------------------------- | -------------------------------------------------- | -------------------------------------------------- | -------------------------------------------------- | -------------------------------------------------- | -------------------------------------------------- | -------------------------------------------------- | -------------------------------------------------- | -------------------------------------------------- | -------------------------------------------------- | -------------------------------------------------- | -------------------------------------------------- | -------------------------------------------------- | -------------------------------------------------- | -------------------------------------------------- | -------------------------------------------------- | -------------------------------------------------- | -------------------------------------------------- |
| Inwonersaantal van de stad Popovo                  | 1.148                                              | 1.241                                              | 1.461                                              | 2.103                                              | 2.513                                              | 2.974                                              | 4.866                                              | 5.225                                              | 6.525                                              | 10.597                                             | 16.497                                             | 19.420                                             | 21.248                                             | 19.995                                             | 18.067                                             | 15.648                                             | 14.008                                             |
| Inwonersaantal van de gemeente Popovo              | geen gegevens                                      | geen gegevens                                      | geen gegevens                                      | geen gegevens                                      | geen gegevens                                      | geen gegevens                                      | geen gegevens                                      | 56.371                                             | 57.028                                             | 54.229                                             | 52.278                                             | 49.155                                             | 44.899                                             | 40.968                                             | 36.208                                             | 28.775                                             | 25.229                                             |

Voor de onafhankelijkheid van Bulgarije bestond een meerderheid van de bevolking uit etnische Turken. Vanaf 1859 vestigden zich enkele Tataren in Popovo, gevolgd door Circassiërs vanaf 1864. Na de Russisch-Turkse oorlog van 1828-1829 emigreerden veel Turken naar Turkije, terwijl Bulgaren uit omliggende dorpen daarvoor in de plaats kwamen. In de 21ste eeuw vormen etnische Bulgaren 89% van de bevolking van de stad Popovo, terwijl Bulgaarse Turken een grote minderheid van 10% vormen.
In de gemeente Popovo vormen Bulgaren 75% van de bevolking, Bulgaarse Turken zo’n 18% en Roma ongeveer 4%. Nederzettingen met significante Roma-populaties zijn: Baba Tonka (65%), Aprilovo (59%), Kardam (30%), Gagovo (26%) en Kovatsjevets (20%).

#### Religie
De meeste inwoners zijn christenen, met name aanhangers van de Bulgaars-Orthodoxe Kerk (69%). Verder is een grote minderheid islamitisch (17%): dit zijn vooral Bulgaarse Turken, maar deels ook etnische Roma. Ongeveer 4% is ongodsdienstig, een kleiner percentage behoort tot de Katholieke Kerk in Bulgarije of tot een van de verschillende denominaties van het protestantisme. De rest van de bevolking heeft geen antwoord gegeven op de volkstelling van 2011 of helemaal niet gereageerd.

## Zustersteden
- Arzamas, Nizhny Novgorod, Rusland
- Câmpulung, Roemenië
- Lüleburgaz, Turkije
- Negotino, Noord-Macedonië
- Zarajsk, Oblast Moskou, Rusland